# Kirche Dennhausen

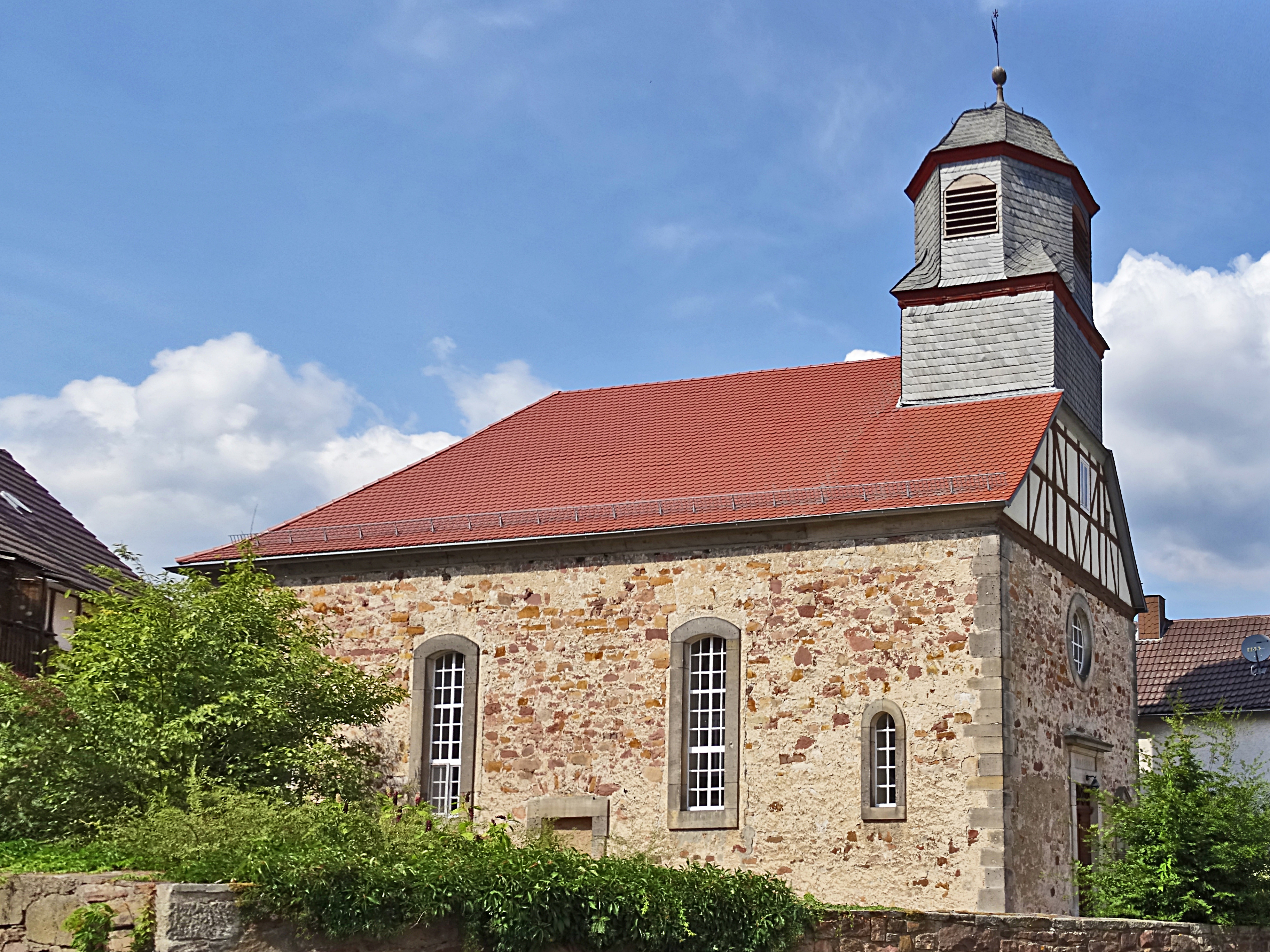
Kirche Dennhausen

Die evangelisch-unierte Kirche Dennhausen steht in Dennhausen, einem Ortsteil von Fuldabrück im Landkreis Kassel in Hessen in der Kirchstraße 11. Die Kirchengemeinde gehört zum Kirchenkreis Kaufungen im Sprengel Kassel der Evangelischen Kirche von Kurhessen-Waldeck.

## Beschreibung
Die spätgotische Saalkirche wurde auf den Grundmauern 1730 erneuert, wie am Portal im Osten angegeben ist. Aus dem Satteldach des Kirchenschiffs, das im Westen abgewalmt ist, erhebt sich im Osten ein quadratischer schiefergedeckter Dachreiter, der sich in einem achtseitigen Aufsatz fortsetzt, hinter dessen Klangarkaden sich der Glockenstuhl befindet, in dem zwei Kirchenglocken hängen. Die ältere wurde 1835 von Johann Werner Henschel, die jüngere 1862 wurde von Glockengießern der Familie Ulrich gegossen. Darauf sitzt eine glockenförmige Haube mit einer Turmkugel. 
Der Innenraum, dessen Flachdecke von Vouten unterstützt wird, hat Emporen an der Nord- und Westseite. Zur Kirchenausstattung gehören der steinerne Altar, die neben ihm stehende Kanzel, die bei der Sanierung 1861/62 erneuert wurde, das spätgotische Taufbecken und ein Tabernakel. Die Kirchenbänke wurden ebenfalls bei der Sanierung erneuert. Im Chor stehen ferner ein Sakramentshaus und hinter dem Altar die 1723 von H. Schnabel gebaute Orgel, die 1831 aus Vacha angekauft wurde. Im Osten und Südosten ist das Kirchengelände von einer Mauer aus der Spätgotik umgeben. Aus diesem Zeitraum stammt auch der Vorgängerbau, von dem nur noch eine Sakramentsnische und der Taufstein übrig geblieben sind.